# Хонъимбо Сюсаку
Хонъимбо Сюсаку (яп. 本因坊 秀策 Хонъимбо: Сю:саку, имя при рождении — Кувабара Торадзиро (яп. 桑原 虎次郎 Кувабара Торадзиро:), 6 июня 1829 года — 10 августа 1862 года) — японский профессиональный игрок в го, по мнению многих — величайший игрок в го середины XIX века.

## Биография
Его называли «непобедимым» после того, как он великолепно провёл 19 замковых игр. Некоторые считали, что он не сильнее своего учителя, Хонъимбо Сювы, по традиции не игравшего замковых игр. Кроме того, из уважения к учителю Сюсаку отказался играть против него белыми (чёрные в го при игре без коми имеют преимущество, поэтому выигрыш чёрными в таких условиях не считается свидетельством превосходства, а, в лучшем случае, может говорить о сравнимой силе противников), поэтому невозможно точно определить разницу в их силе. К примеру, Сюсаку играл сильнее Оты Юдзо, но всё же считал его серьёзным противником, в то время как Сюва обыгрывал Оту легко.
Только двух игроков за всю историю го называли «Святыми го» (кисэй), и Сюсаку — один из них, другой же — Хонъимбо Досаку (1645—1702). Также на этот титул претендовал Хонъимбо Дзёва, но не получил его по политическим причинам. Даже сегодня Сюсаку считается одним из лучших игроков в го, когда-либо живших.

### Молодые годы
Торадзиро родился на острове Инносима, недалеко от города Ономити (современная префектура Хиросима), в семье купца Кувабары Вадзо. Властитель тех мест, принадлежавший к самурайскому роду Асано, сыграв с мальчиком партию, стал ему покровительствовать и позволил изучать го под руководством своего личного учителя, монаха Хосина, игрока профессионального уровня.
В 1837 году, в возрасте 8 лет, Сюсаку уже приблизился к профессиональному уровню. Он покинул дом и присоединился к школе Хонъимбо (сильнейшая школа го в Японии), официально став учеником Хонъимбо Дзёвы, хотя его обучением в основном занимались старшие ученики. 3 января 1840 года Сюсаку получил первый дан.

### Быстрый рост

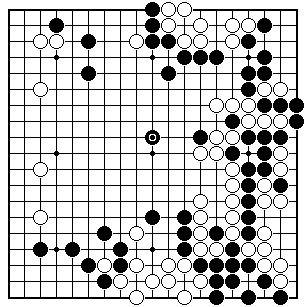
«Красноухий ход Сюсаку» (ход чёрных на пункт от центра, отмечен кружком)

В 1840 году Торадзиро покинул Эдо и вернулся на родину, где пробыл больше года. Уровень его игры устойчиво рос, достигнув 4 дана в 1844 году, после чего он вновь вернулся домой на долгое время. В апреле-мае 1846 года, вернувшись в Эдо, он играл против Гэннана Инсэки, одного из сильнейших игроков того времени. В первой партии Торадзиро играл с форой в два камня, но противник решил, что такая фора слишком велика, и предложил прекратить партию. В следующей игре Торадзиро играл чёрными без форы. Эта игра осталась в истории как «красноухая»: Гэннан сыграл новое дзёсэки, Торадзиро, отвечая, ошибся. Он упорно защищался, но в середине игры зрители, за исключением одного врача, считали, что Гэннан победит. Врач впоследствии признавался, что он не силён в игре, но заметил, что после одного из ходов Торадзиро у Гэннана покраснели уши, что выдало его волнение. В итоге Торадзиро выиграл с преимуществом в два очка. Эта партия является одной из наиболее известных го-игр, а «красноухий ход Сюсаку», возможно, — самый знаменитый ход в истории го.
Вернувшись в Эдо, Торадзиро не только получил пятый дан, но и был назван официальным наследником Хонъимбо Сювы, то есть впоследствии должен был стать главой рода Хонъимбо. Сначала он отказывался, ссылаясь на обязательства перед родом Асано, но когда этот вопрос был урегулирован, принял предложение. Кувабара Торадзиро принял имя Хонъимбо Сюсаку.
Как официальный наследник дома Хонъимбо, Сюсаку занял в обществе более высокое положение. Его уровень также возрос и, наконец, достиг седьмого дана (по одним сведениям — в 1849, по другим — в 1853 году). Он принудил своего друга и соперника Оту Юдзо к форе, его признавали самым сильным игроком из всех, исключая Сюву.

### Сандзюбанго
В 1853 году Ясуи Санти, Ито Сёва, Сакагути Сэнтоку, Хаттори Сэйтэцу и Ота Юдзо, собравшись во дворце в Эдо, обсуждали силу игры Сюсаку и то, может ли он называться сильнейшим игроком. Ота Юдзо не согласился с этим мнением. Он предложил сыграть серию матчей между ним и Сюсаку. Акаи Горосаку, известный спонсор го тех лет, услышав об этом, выступил спонсором неслыханного соревнования, единственного в своём роде сандзюбанго (серии из 30 партий) между Сюсаку и Отой. Игры начались в 1853 году, когда 46-летний Ота имел 7 дан, а 24-летний Сюсаку — 6 дан. Играли по одной партии в неделю, что чаще, чем в обычном дзюбанго. Сначала положение Юдзо было вполне устойчивым, но с 11-й партии Сюсаку вырвался вперёд. После 17 игр Ота отставал на 4 игры и был выведен на фору «чёрные-чёрные-белые» (в дальнейшем он должен был из каждых трёх партий две играть чёрными, что является признаком безусловного лидерства противника). 21-я партия была сыграна в июле, а 22-я — лишь в октябре (причина такой задержки неизвестна). 22 партия игралась в доме Оты, в отличие от остальных, проходивших на нейтральной территории. Ота снова проиграл, и место игры изменили на нейтральное. На 23-й партии матч был завершён. Последняя партия длилась почти сутки и закончилась ничьей, что позволило Оте в определённом смысле сохранить лицо (считается неплохим результатом добиться ничьей, играя белыми), и на этом серию было решено прекратить. Дополнительным поводом к прекращению игры стало то, что Сюсаку получил приглашение на замковые игры.

### Смерть
В 1862 году, во время эпидемии холеры, охватившей Японию, Сюсаку ухаживал за больными в школе Хонъимбо, в результате сам заразился, заболел и умер 10 августа. Ему было 33 года.

## Имя Сюсаку в теории го
Имя Сюсаку носит «Сюсаку фусэки» — начало игры, в котором чёрные делают первые два хода в комоку по одной стороне доски. Сюсаку активно применял это фусэки при игре чёрными и разрабатывал его, хотя и не являлся его изобретателем. «Сюсаку фусэки» было одним из популярнейших начал вплоть до 1930-х годов.

## В искусстве
В аниме-сериале и манге «Hikaru no Go» Сюсаку оказывается одержим духом вымышленного игрока по имени Фудзивара но Сай. Согласно истории сериала и манги, Сюсаку ещё ребёнком встретился с духом Сая, смог оценить его выдающийся талант и позволил Саю играть все игры вместо себя.